# Том Блейдон
Том Блейдон (англ. Tom Bladon, нар. 29 грудня 1952, Едмонтон) — колишній канадський хокеїст, що грав на позиції захисника.
Володар Кубка Стенлі. Провів понад 600 матчів у Національній хокейній лізі. 

## Ігрова кар'єра
Хокейну кар'єру розпочав 1970 року.
1972 року був обраний на драфті НХЛ під 23-м загальним номером командою «Філадельфія Флаєрс». 
Протягом професійної клубної ігрової кар'єри, що тривала 10 років, захищав кольори команд «Філадельфія Флаєрс», «Піттсбург Пінгвінс», «Едмонтон Ойлерс», «Вінніпег Джетс», «Детройт Ред-Вінгс» та «Адірондак Ред-Вінгс».
Загалом провів 696 матчів у НХЛ, включаючи 86 ігор плей-оф Кубка Стенлі.

## Нагороди та досягнення
- Володар Кубка Стенлі в складі «Філадельфія Флаєрс» — 1974, 1975.

## Статистика
| Сезон        | Клуб                  | Ліга         | Регулярний сезон | Регулярний сезон | Регулярний сезон | Регулярний сезон | Регулярний сезон | Плей-оф | Плей-оф | Плей-оф | Плей-оф | Плей-оф |
| Сезон        | Клуб                  | Ліга         | І                | Г                | П                | О                | ШХ               | І       | Г       | П       | О       | ШХ      |
| ------------ | --------------------- | ------------ | ---------------- | ---------------- | ---------------- | ---------------- | ---------------- | ------- | ------- | ------- | ------- | ------- |
| 1970–71      | «Едмонтон Оіл-Кінгс»  | ЗКХЛ         | 66               | 13               | 25               | 38               | 124              | —       | —       | —       | —       | —       |
| 1971–72      | «Едмонтон Оіл-Кінгс»  | ЗКХЛ         | 65               | 11               | 44               | 55               | 90               | —       | —       | —       | —       | —       |
| 1972–73      | «Філадельфія Флаєрс»  | НХЛ          | 78               | 11               | 31               | 42               | 26               | 11      | 0       | 4       | 4       | 2       |
| 1973–74      | «Філадельфія Флаєрс»  | НХЛ          | 70               | 12               | 22               | 34               | 37               | 16      | 4       | 6       | 10      | 25      |
| 1974–75      | «Філадельфія Флаєрс»  | НХЛ          | 76               | 9                | 20               | 29               | 54               | 13      | 1       | 3       | 4       | 12      |
| 1975–76      | «Філадельфія Флаєрс»  | НХЛ          | 80               | 14               | 23               | 37               | 68               | 16      | 2       | 6       | 8       | 14      |
| 1976–77      | «Філадельфія Флаєрс»  | НХЛ          | 80               | 10               | 43               | 53               | 39               | 10      | 1       | 3       | 4       | 4       |
| 1977–78      | «Філадельфія Флаєрс»  | НХЛ          | 79               | 11               | 24               | 35               | 57               | 12      | 0       | 2       | 2       | 11      |
| 1978–79      | «Піттсбург Пінгвінс»  | НХЛ          | 78               | 4                | 23               | 27               | 64               | 7       | 0       | 4       | 4       | 2       |
| 1979–80      | «Піттсбург Пінгвінс»  | НХЛ          | 57               | 2                | 6                | 8                | 35               | 1       | 0       | 1       | 1       | 0       |
| 1980–81      | «Адірондак Ред-Вінгс» | АХЛ          | 41               | 3                | 15               | 18               | 28               | 18      | 3       | 3       | 6       | 16      |
| 1980–81      | «Едмонтон Ойлерс»     | НХЛ          | 1                | 0                | 0                | 0                | 0                | —       | —       | —       | —       | —       |
| 1980–81      | «Вінніпег Джетс»      | НХЛ          | 9                | 0                | 5                | 5                | 10               | —       | —       | —       | —       | —       |
| 1980–81      | «Детройт Ред-Вінгс»   | НХЛ          | 2                | 0                | 0                | 0                | 2                | —       | —       | —       | —       | —       |
| Усього в НХЛ | Усього в НХЛ          | Усього в НХЛ | 610              | 73               | 197              | 270              | 392              | 86      | 8       | 29      | 37      | 70      |